# دانش‌آموختگان
دانش‌آموختگان (اسپانیایی: Graduados‎) یک تله‌نوولای آرژانتینی است که در سال ۲۰۱۲ منتشر شد.

## بازیگران

### اصلی
- دانیل هندلر
- ایسابل ماسدو
- نانسی دوپلائا
- لوسیانو کاسرس
- میرتا بوسنلی
- دولورس فونسی
- ریتا کورسته
- پائولا بارینتوس
- مرسدس موران
- توماس فونسی
- لتیسیا بردیسه
- اوگو آرانا
- خولیتا دیاس
- مرسدس اسکاپولا
- بتیانا بلوم
- بیولتا اورتیسبرئا
- ناتالی پرس
- اِدا بوستامانته
- مارکو آنتونیو کاپونی
- خوان لیرادو

### حضور افتخاری
- گاستون گائودیو
- سباستین لوب
- مارتین پالرمو
- چارلی گارسیا
- فلورنسیا دِ لا وِ
- فیتو پایز
- سرجیو گوی‌کوچه‌آ
- لوسیانا سالاسار